# Kondarajanahalli, Malur
Kondarajanahalli là một làng thuộc tehsil Malur, huyện Kolar, bang Karnataka, Ấn Độ.